# ESPN Radio
ESPN Radio es una cadena de radio estadounidense. Se puso en marcha el 1 de enero de 1992 bajo el lema original de "SportsRadio ESPN." ESPN Radio tiene su sede en Bristol, Connecticut. La red transmite un horario regular de la programación diaria y semanal, así como la cobertura en vivo de eventos deportivos de la MLB, la NBA, el Bowl Championship Series y los Championship Week games.
ESPN Radio opera tres estaciones de radio propias en Los Ángeles, Chicago y Dallas.
La mayoría de los demás mercados tienen estaciones de radio afiliadas a ESPN Radio, ya sea de manera parcial o total.
The Walt Disney Company no incluyó ni a ESPN Radio network, ni a Radio Disney, en la venta de ABC Radio a Citadel Broadcasting.

## Historia
ESPN Radio fue lanzado el 1 de enero de 1992. Keith Olbermann transmitió el primer programa. La noticia más importante de la noche de ese día fue que Danny Tartabull firmó con los New York Yankees como agente libre.
Al principio, ESPN Radio se emitía los fines de semana. En 1996, empezó a transmitir el resto de la semana con un espectáculo organizado por Nanci Donnellan. Dos años más tarde, Tony Bruno y Mike Golic se reunieron para un nuevo programa de la mañana que se llamaba "Bruno & Golic Morning Show", que salió al aire hasta que Bruno dejó ESPN Radio en el 2000. Mike Greenberg reemplazo Bruno, y el programa de la mañana pasó a llamarse "Mike & Mike", que todavía se emite en la actualidad (y también se transmite de manera simultánea por ESPN2). En enero de 2010, Mike & Mike celebraron 10º aniversario en Radio ESPN. Dan Patrick era un apoyo principal de la tarde hasta su salida de ESPN en 2007.
Poco a poco, ESPN pasó a transmitir las 24 horas.
En 1995, ESPN Radio obtuvo los derechos de transmisión de la NBA, y en 1997, los derechos de transmisión de la MLB.

## Estaciones de Radio

### Estaciones Propias y operadas[2]
| Localización | Indicativo | Frecuencia | Sitio web                  |
| ------------ | ---------- | ---------- | -------------------------- |
| Nueva York   | WEPN-FM*   | FM 98.7*   | ESPN New York              |
| Los Ángeles  | KSPN       | AM 710     | ESPN Los Ángeles           |
| Chicago      | WMVP       | AM 1000    | ESPN Chicago               |
| Boston       | WEEI*      | AM 850*    | ESPN Boston ESPN on WEEI   |
| Brownsville  | KVNS**     | AM 1700**  | [foxsports1700.iheart.com] |

- Nota: WEPN 98.7 FM y WEEI 850 AM son propiedad de Emmis Communications y Entercom Communications respectivamente, pero son operadas por ESPN Radio a través del denominado local marketing agreement.
- Nota**:KESN 103.3 es operada por Cumulus Media a través del denominado local marketing agreement.